# Inditex
Industria de Diseño Textil, S.A. (Inditex, S.A.) – hiszpański holding odzieżowy, mający swoją siedzibę w Arteixo, w Hiszpanii.
Sztandarową marką Inditexu jest Zara, której pierwszy sklep powstał w 1975 roku. Pozostałe marki to Pull&Bear, Bershka, Stradivarius, Oysho, Zara Home, Massimo Dutti oraz Uterqüe. W skład holdingu wchodzi 7013 sklepów w 86 krajach. Holding zatrudnia ponad 89 tys. pracowników i osiągnął przychód ponad 8 mld euro w 2006 roku.